# Glumiflorae
Glumiflorae is een botanische naam, voor een orde van bloeiende planten: het is een beschrijvende plantennaam, naar de bloemen. Het Wettstein-systeem gebruikte deze naam voor een orde met de volgende samenstelling:
- orde Glumiflorae
  - familie Gramineae